# Globus de superpressió

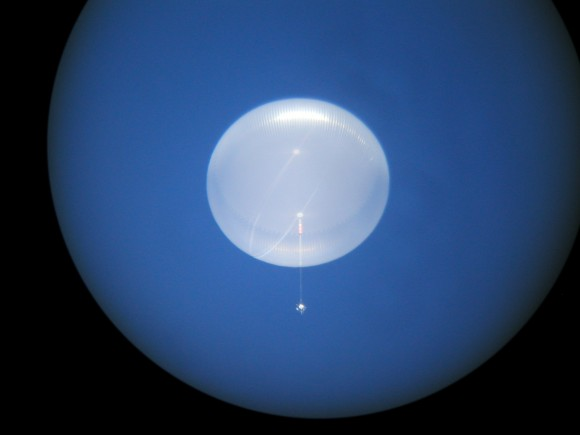
Un globus de superpressió en vol

Un globus de superpressió és una forma de globus aerostàtic on el volum del globus es manté relativament constant davant els canvis en la temperatura del gas d'elevació contingut. Això permet que el globus mantingui una altitud estable durant llargs períodes. Això contrasta amb globus de volum variable, molt més comuns, que només estan parcialment omplerts amb gasos d'elevació o es fan amb materials més elàstics.
En un globus de volum variable, el volum del gas d'elevació canvia causa de l'escalfament i refredament en el cicle diürn. El cicle es magnifica per un efecte d'hivernacle dins del globus, mentre que el gas atmosfèric que l'envolta està subjecte a un canvi de temperatura cíclic molt més limitat. A mesura que el gas d'elevació s'escalfa i s'expandeix, el desplaçament del gas atmosfèric augmenta, mentre que el pes del globus roman constant. La seva flotabilitat augmenta, i això condueix a un augment en l'altitud a menys que sigui compensat pel gas de ventilació. Per contra, si el globus es refreda i cau, es fa necessari alliberar el llast. Atès que tant el llast com el gas són finits, hi ha un límit de quant de temps es pot compensar un globus de volums variables per tal d'estabilitzar la seva altitud. En canvi, un globus de superpressió canviarà l'altitud molt menys sense maniobres de compensació.
Atès que el volum del globus és més restringit, també ho és el volum d'aire que es desplaça. D'acord amb el Principi d'Arquímedes, la força cap amunt sobre el globus és igual al pes del gas ambient desplaçat. Però el pes del gas atmosfèric es redueix a mesura que el globus augmenta, perquè la seva densitat disminueix a mesura que augmenta l'altitud. Per tant, la força que empeny el globus cap amunt disminueix amb l'altitud i, a certa altitud en particular, la força cap amunt serà igual al pes del globus. Com a resultat, el globus serà estable en un rang d'altitud d'equilibri finit durant llargs períodes.
El desavantatge és que aquests globus requereixen materials molt més forts que els tipus no pressuritzats.

## Aplicacions
Els globus de superpressió s'utilitzen normalment per a vols de durada extremadament llarga d'experiments científics no tripulats en l'atmosfera superior, on la temperatura atmosfèrica del gas és força estable durant el cicle diürn. El 1985, aquests globus es van utilitzar per aerobots que volaven a una altitud d'uns 50 km a l'atmosfera de Venus, al programa Vega internacional liderat pels soviètics.
Al febrer de 1974, el Coronel Thomas L. Gatch Jr, USAR, va intentar realitzar al primer encreuament de l'Atlàntic en un globus en una superpressió anomenada Light Heart. Després de la pèrdua de com a mínim dos dels deu globus que van proporcionar sustentació, i després de desviar-se substancialment del rumb que el Coronel Gatch havia tramat per aprofitar el corrent en jet, l'últim albirament informat del Light Hear va ser 1.610 km a l'oest de les Illes Canàries; no s'ha trobat cap rastre més de l'aeronau.
El març de 2015, la NASA va llançar un SPB a una altitud de 110.000 peus durant 32 dies des de Nova Zelanda i va aterrar a Austràlia després d'haver detectat una fuga. Aquesta va ser la primera vegada que un SPB va realitzar un vol durant una llarga durada durant el cicle de dia i nit. Quan estava totalment inflat, era la grandària d'un estadi de futbol.
El projecte Loon de Google utilitza globus de superpressió per aconseguir vols de més de 100 dies.